# 呂勒龍屬

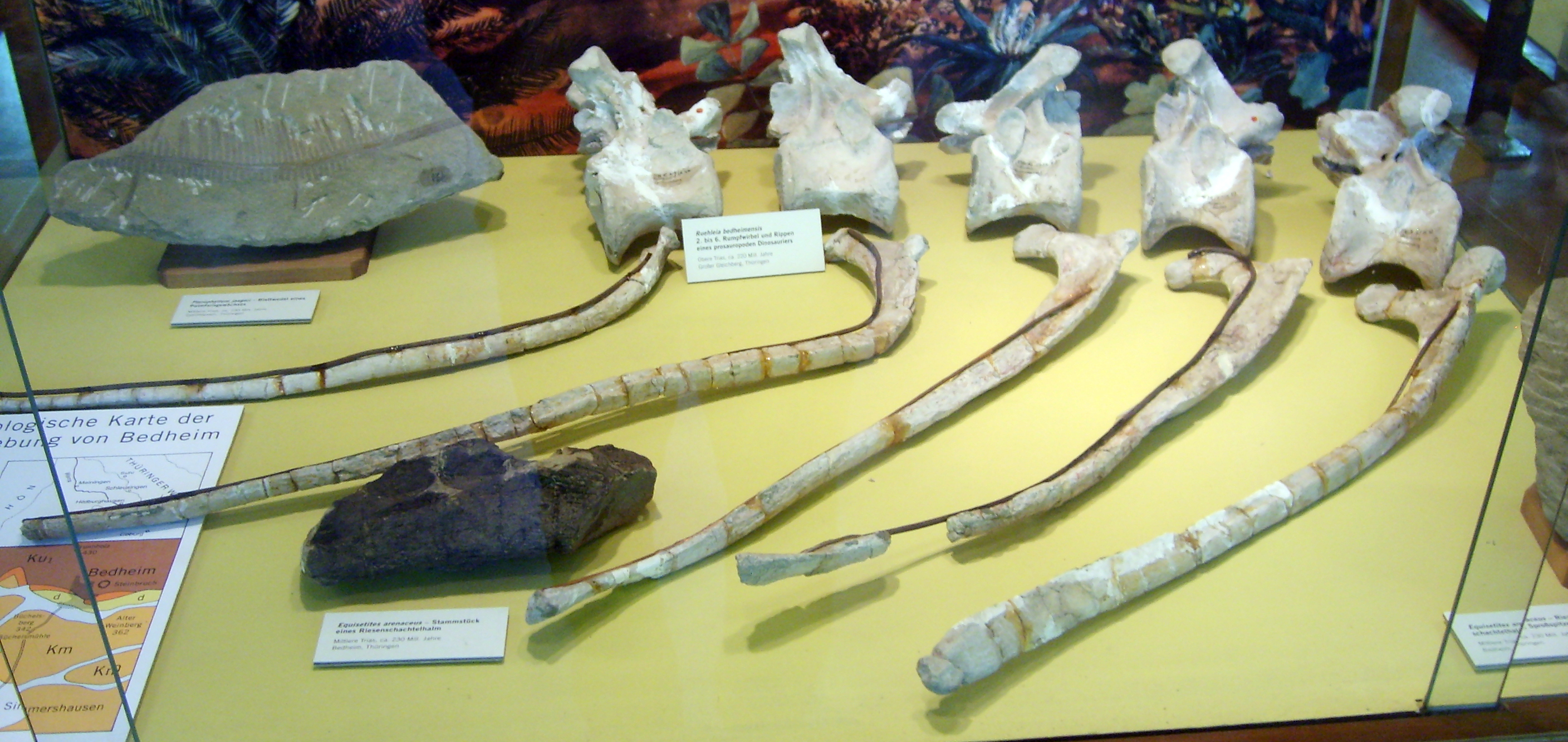
呂勒龍的脊椎、肋骨

呂勒龍屬是種蜥腳形亞目恐龍，生存於三疊紀晚期（諾利階）的德國，約2億1600萬到2億300萬年前。模式種是貝德海姆呂勒龍（R. bedheimensis），是由彼得·加爾東（Peter Galton）在2001年所敘述、命名，屬名是以德國古生物學家雨果·呂勒（Hugo Ruehle von Lilienstern）。化石是一個接近完整的骨骼，包含：頸椎、背椎、尾椎、部分薦骨、一個肩胛鳥喙突（Scapula coracoid）、骨盆、大部分四肢、大部分的手腕。